# Laguna de los Limones
Laguna de los Limones es una localidad del municipio de Huimanguillo ubicado en la subregión de la Chontalpa del estado mexicano de Tabasco.

## Geografía
La localidad de Laguna de los Limones se sitúa en las coordenadas geográficas 17°49′53″N 93°28′46″O / 17.831389, -93.479444, a una elevación de 22 metros sobre el nivel del mar.

## Demografía
Según el Conteo de Población y Vivienda 2020, efectuado por el Instituto Nacional de Estadística y Geografía, la localidad de Laguna de los Limones tiene 454 habitantes, de los cuales 230 son del sexo masculino y 224 del sexo femenino. Su tasa de fecundidad es de 2.42 hijos por mujer y tiene 145 viviendas particulares habitadas.
| Gráfica de evolución demográfica de Laguna de los Limones entre 1970 y 2020 |
|                                                                             |
| INEGI.                                                                      |